# バレーボールキプロス男子代表
バレーボールキプロス男子代表は、バレーボールの国際大会で編成されるキプロスの男子バレーボールナショナルチームである。

## 歴史
1980年に国際バレーボール連盟へ加盟。キプロスは人口100万人未満のヨーロッパの小国であるため、オリンピック、世界選手権の出場は実質上ない。欧州選手権は2009年欧州選手権予選に出場したが、本来は欧州選手権小国部門に出場しているチームであり、2009年大会で5連覇を達成した。なお、キプロスは小国を対象とした欧州小国競技大会の参加資格があり、こちらも2003年大会から4連覇中である。小国の中では実力が抜きん出ているチームである。

## 過去の成績

### 欧州小国競技大会の成績
| - 1987年 - 1位 - 1989年 - 1位 - 1991年 - 不明 - 1993年 - 不明 - 1995年 - 1位 - 1997年 - 1位 - 1999年 - 1位 | - 2001年 - 2位 - 2003年 - 1位 - 2005年 - 1位 - 2007年 - 1位 - 2009年 - 1位 - 2011年 - |  |

### 欧州選手権の成績
- 2009年 - 予選敗退